# Stazione di Avezzano
Stazione di Avezzano vasútállomás Olaszországban, Avezzano településen.

## Vasútvonalak
Az állomást az alábbi vasútvonalak érintik:
- Róma–Sulmona–Pescara-vasútvonal
- Avezzano–Roccasecca-vasútvonal

## Kapcsolódó állomások
A vasútállomáshoz az alábbi állomások vannak a legközelebb:
- Paterno-San Pelino train station (Róma–Sulmona–Pescara-vasútvonal)
- Stazione di Cappelle-Magliano (Róma–Sulmona–Pescara-vasútvonal)
- Stazione di Capistrello (Avezzano–Roccasecca-vasútvonal)
- Stazione di Celano-Ovindoli